# Akron, Colorado
Akron är en ort i Washington County i Colorado, USA. Akron är en så kallad statutory town och hade 1 702 invånare vid folkräkningen år 2010 på en landareal av 3,8 kvadratkilometer. Akron är administrativ huvudort i Washington County och har fått sitt namn efter Akron i Ohio.